# Chavanges
Chavanges ist eine französische Gemeinde mit 580 Einwohnern (Stand: 1. Januar 2022) im Département Aube in der Region Grand Est; sie gehört zum Arrondissement Bar-sur-Aube und zum Kanton Brienne-le-Château.

## Geographie
Die Gemeinde liegt in der Landschaft Champagne sèche, rund 35 Kilometer nordöstlich von Troyes. Umgeben wird Chavagnes von den Nachbargemeinden 
Margerie-Hancourt im Norden, Arrembécourt im Nordosten, Joncreuil im Nordosten und Osten, Lentilles im Osten und Südosten, Villeret und Montmorency-Beaufort im Süden, Courcelles-sur-Voire im Süden und Südwesten sowie Pars-lès-Chavanges im Westen.

## Bevölkerungsentwicklung
| Jahr                       | 1962 | 1968 | 1975 | 1982 | 1990 | 1999 | 2006 | 2019 |
| Einwohner                  | 672  | 818  | 721  | 695  | 728  | 689  | 667  | 588  |
| Quellen: Cassini und INSEE |      |      |      |      |      |      |      |      |

## Sehenswürdigkeiten
- Kirche Saint-Georges aus dem 12. Jahrhundert, Monument historique seit 1907, deren Holzglasfenster nach der Apokalypse von Dürer gestaltet sind
- Kirche Saint-Gengoul in der Ortschaft Chasséricourt, seit 1988 Monument historique
- Fachwerkhäuser

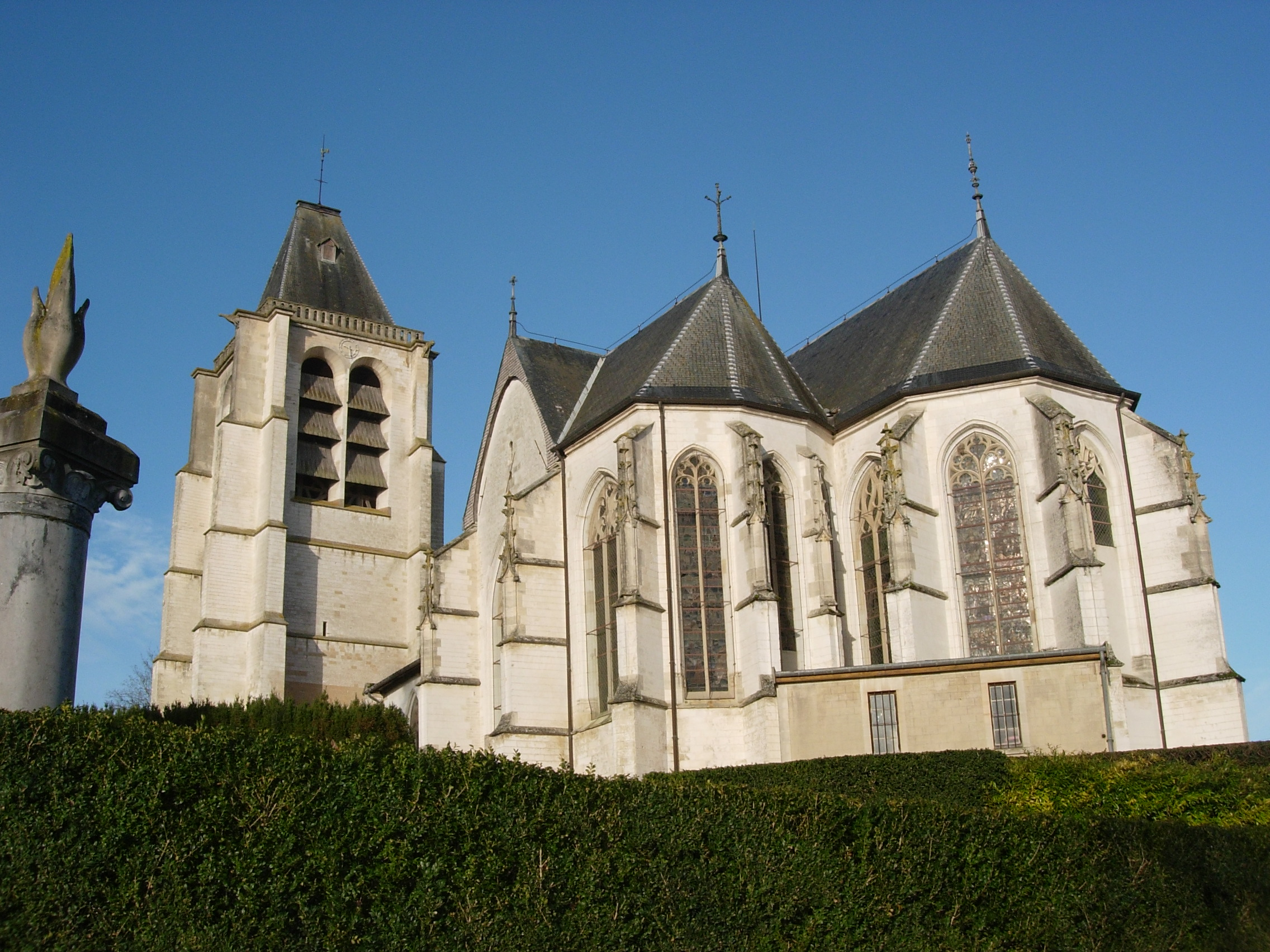
Kirche Saint-Georges
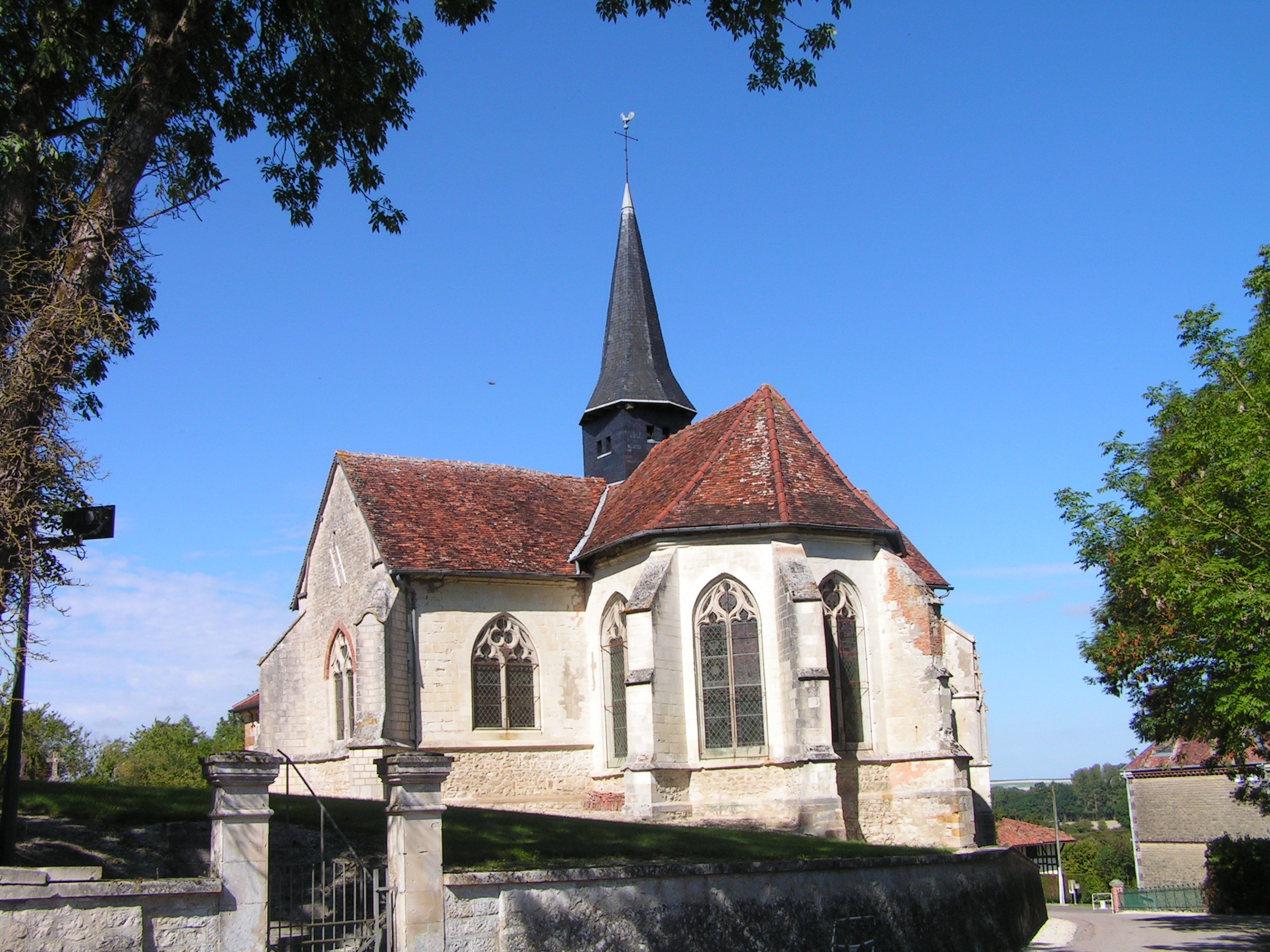
Kirche Saint-Gengoul

## Persönlichkeiten
- Gisèle Bienne (* 1946), Schriftstellerin